# Philippe Baden Powell
Philippe Baden Powell d'Aquino, né à Paris le 15 avril 1978, est un pianiste, compositeur et producteur de musique franco-brésilien.
Il joue d'abord avec son père, Baden Powell, et son frère Marcel Powell (pt), tous deux guitaristes, lors de concerts au Brésil et à l'étranger.
Il accompagne fréquemment Melody Gardot. En mai 2022, il est le seul instrumentiste à accompagner la chanteuse sur son sixième album studio, Entre eux deux.

## Discographie
- 2010 : Afro Samba Jazz – A música de Baden Powell: Mario Adnet (pt) (violon), Philippe Baden Powell (piano)
- 2022 : Entre eux deux, Melody Gardot (voix), Philippe Baden Powell (piano).